# ×Anthemimatricaria
× Anthemimatricaria là một chi thực vật có hoa trong họ Cúc (Asteraceae).

## Loài
Chi × Anthemimatricaria gồm các loài: